# Twentieth Anniversary Macintosh
De Twentieth Anniversary Macintosh (of ook "TAM") is een personal computer die in 1997 als exclusief model uitgebracht werd voor het twintigjarig bestaan van Apple Computer. Het toestel werd gedurende een jaar in beperkte oplage verkocht en bood een overzicht van de technologische mogelijkheden van die tijd.
De Twentieth Anniversary Macintosh is alleen uitgebracht in de VS, Japan, Frankrijk, Duitsland en het VK. Vanwege de beperkte oplage koos Apple ervoor om defecte toestellen naar drie centrale locaties te verzenden, één per continent. De documentatie voor Apple technici bevat geen instructies voor het uit elkaar halen van het toestel.
De prijs daalde van aanvankelijk US$7499 tot US$ 1999 toen de productie in maart 1998 stopgezet werd. Klanten die klaagden dat ze de volle pot betaald hadden voordat de prijs zo drastisch verlaagd werd, kregen als compensatie een gratis high-end PowerBook aangeboden.

## Ontwerp
Behuizing: De Twentieth Anniversary Macintosh heeft een slanke alles-in-één-behuizing die plaats biedt aan een ingebouwd 12,1-inch actief matrix LCD-scherm en een door Bose ontwikkeld geluidssysteem met geïntegreerde luidsprekers en een aparte subwoofer. De subwoofer zat in een basiseenheid die ook de voeding van de computer bevatte en via een "navelstreng"-kabel met de hoofdbehuizing van de computer verbonden was. Verder had de computer ook een verticaal gemonteerde SCSI cd-romspeler met vierdubbele snelheid.
CPU: De PowerPC 603ev-processor in de Twentieth Anniversary Macintosh heeft een kloksnelheid van 250 MHz. Het moederbord was vergelijkbaar met dat van de Power Macintosh 5500.
Geheugen: Het moederbord is voorzien van 2 geheugensleuven waarin 168-pin DIMM's van 4, 8, 16, 32 of 64 MB kunnen geïnstalleerd worden, wat een maximaal geheugen van 128 MB opleverde. Standaard werd de machine geleverd met 32 MB.
Uitbreiding: Er is een PCI-slot, een level2-cacheslot, een video-slot en een Apple Comm Slot II voor de toevoeging van Ethernet. Het installeren van uitbreidingskaarten ging wel ten koste van het slanke profiel van de computer: het achterpaneel moest vervangen worden door een meegeleverd "gebocheld" paneel dat enkele centimeters toevoegde aan de diepte van het toestel.
Opslag: Naast een 1,4 MB diskettestation met manuele inbreng aan de rechterzijkant van de behuizing en de verticaal gemonteerde cd-romspeler beschikte de Twentieth Anniversary Macintosh over een interne 2 GB ATA harde schijf.
Video: de ingebouwde graphics worden aangestuurd door een ATI 3D Rage II-videochipset met 2 MB SGRAM die tot 16-bits (duizenden) kleuren kan weergeven bij een resolutie van 800×600 of 640×480 pixels. Verder beschikte de machine ook over een Apple TV/FM-tunerkaart en een S-Video-ingangskaart die standaard in het video-slot geïnstalleerd was.
Randapparaten: De Twentieth Anniversary Macintosh werd geleverd met een 33,6 kbps GeoPort-modem en een toetsenbord maar zonder muis. Het unieke ADB-toetsenbord met 75 toetsen en leren polssteunen bevatte een trackpad. Dit trackpad kon desgewenst van het toetsenbord losgemaakt worden waarbij het gat in het toetsenbord opgevuld werd met een klein leren inzetstuk. Bij de Apple TV/FM-tunerkaart hoorde een afstandsbediening waarmee zowel het televisiegedeelte als de cd-romspeler bediend konden worden. Dit kon echter ook met knoppen op het voorpaneel van de computer.
Systeemsoftware: Het vooraf geïnstalleerde besturingssysteem was een gespecialiseerde versie van Mac OS 7.6.1 die toeliet om de knoppen op het voorpaneel van de computer te gebruiken om het geluidsniveau, het afspelen van cd's, de helderheid, het contrast en de tv-modus te regelen. Dit was het laatste Macintosh-model dat System 7 kon opstarten.

## Problemen
De "navelstreng"-kabel tussen de basiseenheid en de hoofdeenheid leverde zowel stroom als signaal voor de subwoofer. De meerpolige connector van deze kabel veroorzaakte bij een klein percentage van de machines een soort van gezoem in de luidspreker. Bij inspecties van apparaten die door Apple gerepareerd zijn vanwege dit gezoem werden een of meer extra weerstanden in de connector aangetroffen.

## Upgrades
Sonnet en Newer Technology brachten PowerPC G3-upgradekaarten uit die gebruik maakten van het level2-cacheslot. Hiermee kon de Twentieth Anniversary Macintosh snelheden tot 500 MHz bereiken.

## Specificaties
- Processor: PowerPC 603ev, 250 MHz
- FPU : geïntegreerd
- Systeembus snelheid: 50 MHz
- ROM-grootte: 4 MB
- Databus: 64 bit
- RAM-type: 60 ns 168-pin DIMM
- Standaard RAM-geheugen: 32 MB
  - Uitbreidbaar tot maximaal 128 MB
  - RAM-sleuven: 2
- Standaard video-geheugen: 2 MB SGRAM
  - Uitbreidbaar tot maximaal 2 MB SGRAM
- Standaard diskettestation: 3,5-inch, 1,44 MB (manueel)
- Standaard harde schijf: 2 GB (ATA)
- Standaard optische schijf: verticaal gemonteerde cd-romspeler, vierdubbele snelheid (SCSI)
- Uitbreidingssleuven: PDS, comm, TV, video in
- Type batterij: 4,5 volt Alkaline
- Beeldscherm: 12,1-inch (31 cm) LCD-scherm, kleur
- Uitgangen:
  - 1 ADB-poort (mini-DIN-4) voor toetsenbord en muis
  - 1 SCSI-poort (DB-25)
  - 2 seriële GeoPort poorten (mini-DIN-9)
  - 1 hoofdtelefoon (3,5 mm jackplug)
  - 1 audio-uit (3,5 mm jackplug)[a]
- Ingangen:
  - 1 audio-in (3,5 mm jackplug)
  - FM-radioantenne (F-type RF connector)[b]
  - Tv-antenne (F-type RF connector)
  - S-Video-in (mini-DIN-4)[c]
- Ondersteunde systeemversies: 7.6.1 t/m 9.1
- Afmetingen:
  - Hoofdeenheid: 43,8 cm × 41,9 cm × 25,4 cm (h×b×d)
  - Basiseenheid (voeding en subwoofer): 27,0 cm × 21,1 cm × 29,8 cm (h×b×d)
- Gewicht:
  - Hoofdeenheid: 6,8 kg
  - Basiseenheid: 4,8 kg

Uit productie: 1984: Macintosh 128K, Macintosh 512K · 1985: Macintosh XL · 1986: Macintosh Plus · 1987: Macintosh II, Macintosh SE · 1988: Macintosh IIx · 1989: Macintosh SE/30, Macintosh IIcx, Macintosh IIci, Macintosh Portable · 1990: Macintosh IIfx, Macintosh Classic, Macintosh IIsi, Macintosh LC serie · 1991: Macintosh Quadra 700, Macintosh Quadra 900, Apple PowerBook · Macintosh Classic II · 1992: Macintosh IIvx, Macintosh Quadra 950, PowerBook Duo, Macintosh Performa serie · 1993: Macintosh Centris serie, Macintosh Color Classic, Macintosh TV · Apple Workgroup Server · 1994: Power Macintosh · 1997: Power Macintosh G3, PowerBook G3, Twentieth Anniversary Macintosh · 1998: iMac · 1999: iBook, Power Mac G4 · 2000: Power Mac G4 Cube · 2001: PowerBook G4 · 2002: eMac, iMac G4 · 2003: Xserve, Power Mac G5 · 2004: iMac G5 · 2005: Mac mini · 2006: MacBook · 2015: MacBook (Retina) · 2017: iMac Pro

Huidige modellen: MacBook Air, MacBook Pro, iMac, Mac mini, Mac Studio, Mac Pro